# Adso von Montier-en-Der
Adso (* 910 oder 915 im Jura in Hochburgund; † 992), auch Azo oder Adson, war ein mittelalterlicher Theologe und Gelehrter.
Adso stammte aus hochadeliger Familie; er war Benediktineroblate und wurde 934 von Bischof Gauzlin von Toul zum Leiter der Schule am Kloster St-Èvre in Toul ernannt, im folgenden Jahr dann in der Abtei Montier-en-Der, nach der er später seinen Namenszusatz erhielt (lateinisch Adso Dervensis). 968 wurde er dort Abt. Von 987 bis 989 war er zwei Jahre lang Abt der Abtei Saint-Bénigne in Dijon. 992 starb Adso auf einer Pilgerfahrt ins Heilige Land.
Bedeutung erfährt Adso vor allem in seiner Eigenschaft als belesener Verfasser von Heiligenberichten und anderen religiösen Schriften, besonders aber durch De ortu et tempore Antichristi („Ursprung und Zeit des Antichrist“), seine im Auftrag der Königsgattin Gerberga 949/954 entstandene Schrift von der Ankunft des Antichristen, in der er die eschatologische Erwartung eines apokalyptischen Friedenskaisers erstmals zusammenfasst.